# イヴの歌 (フォーレ)

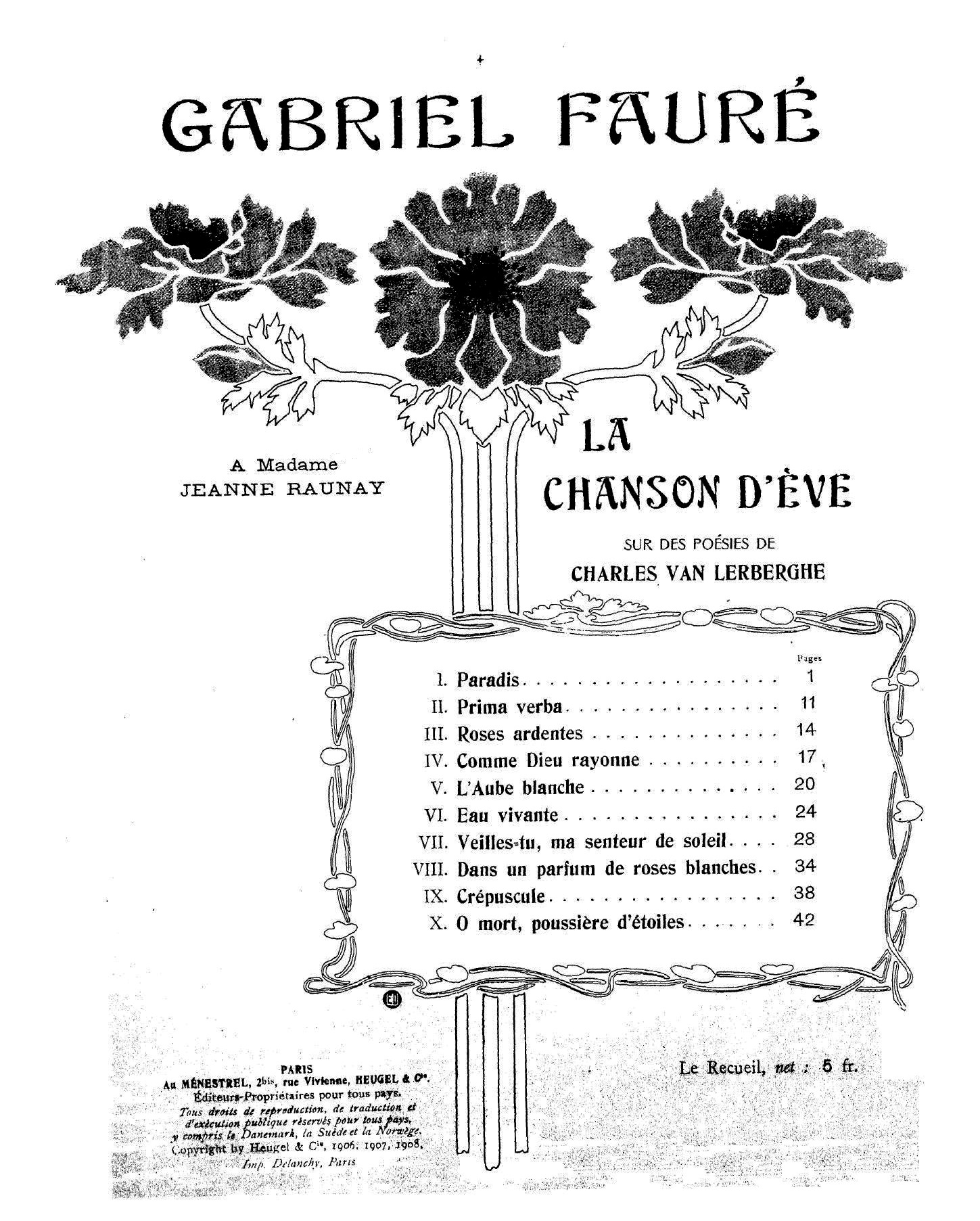
『イヴの歌』の楽譜の表紙

『イヴの歌』（イヴのうた、フランス語: La chanson d'Ève）作品95は、ガブリエル・フォーレが1906年から1910年にかけて作曲した10の歌曲からなる歌曲集（連作歌曲）である。ベルギーの象徴派の詩人シャルル・ヴァン・レルベルグの同名の詩集『イヴの歌』（1904年）を基に作曲した。フランス語の発音から『エヴの歌』と表記されることもある。

## 概要

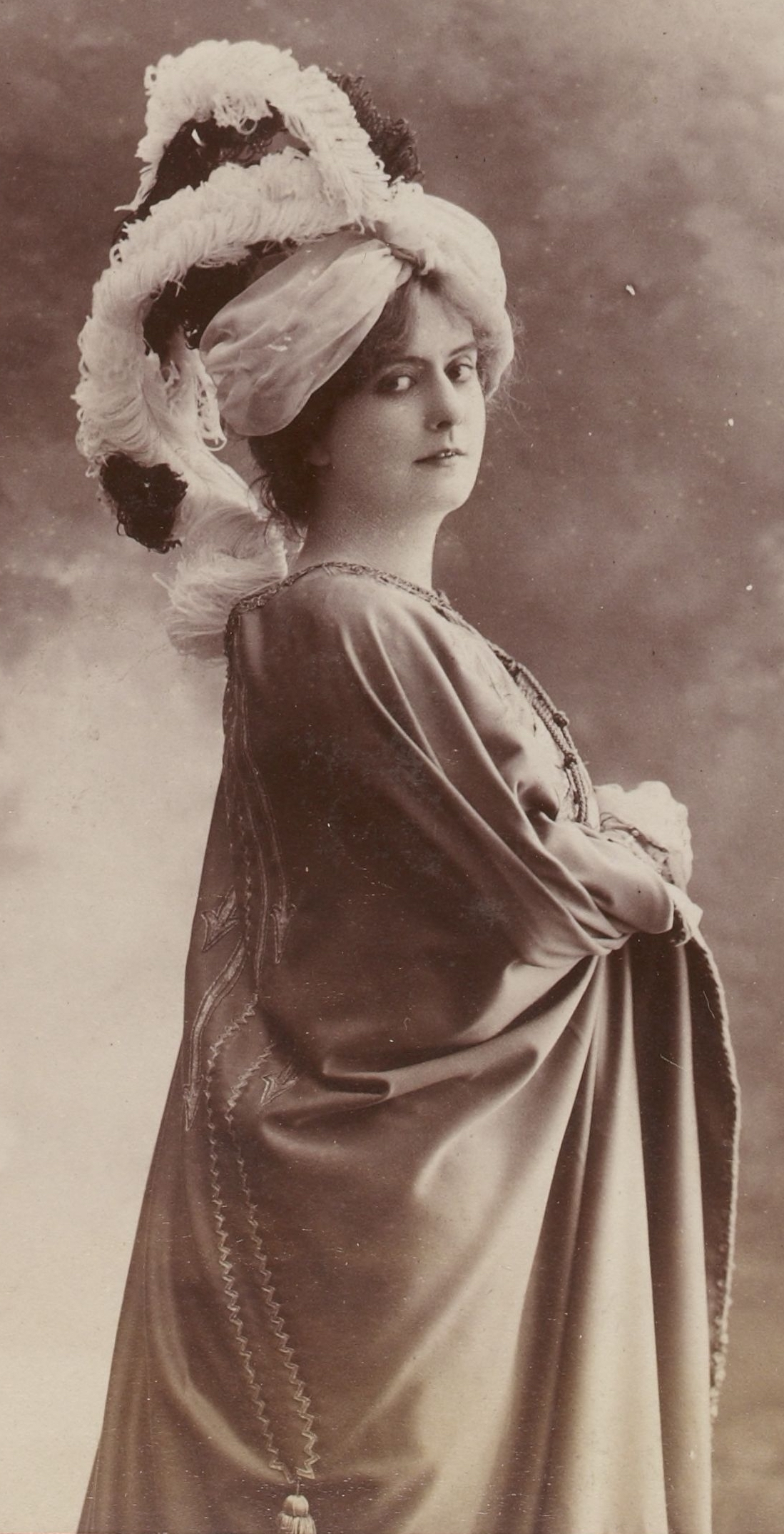
ジャンヌ・ロネー

ジャンケレヴィッチによれば『ペネロープ』とほぼ同時期に書かれた『イヴの歌』の10曲は、一挙に完成されたわけではない。「1906年から1910年の間にぽつぽつと書かれたのである。この難解な連作歌曲においては『優しい歌』をあれ程までに人間らしくしていた世俗的な興味に代わって、霊感の深さが支配している。非現実の処女、永遠の、そして遥か遠い昔の処女であるイヴは、私たちにとって恐らくマチルドより遠い存在だが、レルベルグの詩的象徴と驚嘆すべき言葉は、ヴェルレーヌの激しさが私たちを感動させていたのと同じほど心を揺り動かす」。
全曲の初演は1910年4月20日、独立音楽協会にて、ジャンヌ・ロネーとフォーレのピアノによる。本作はジャンヌ・ロネー夫人に献呈されている。
ヴュイエルモースによれば「フォーレはすべての事物の中に神の存在の反映を追求しながら、それが最高の汎神論に関係を持つことを直ちに理解し、この高貴な異教的瞑想に相応しい音楽のスタイルをたやすく見つけ出した。彼は最も完璧な論理性をもって、そこに単純化された手法を、そしてこのような主題に絶対必要な手法の透明さを採用した。－中略―この曲の作曲に取りかかった1906年にはフォーレの天分は十分に円熟していた」のである。さらに「本作は宇宙の思想の最も高度な産物の中に位置づけられる。その特質から、洗練された少数の人たちに受け入れられるに過ぎず、決してそれに値する栄光を得るには至らないだろうが、しかし、その秘密を知る人の記憶の中には特権的な位置を占めることになるであろう」と記している。
『フランス音楽史』では「メロディ（フランスの芸術歌曲）は第二帝政の終わり頃、フォーレとアンリ・デュパルクによって飛躍を遂げた。フォーレは最初の作品である『蝶と花』（1861年）から60年以上に亘っておよそ100曲以上の歌曲を生み出しているが、その間、ロマンスからメロディへの移行が見られる。その中では、ポール・ヴェルレーヌの詩による『5つのヴェネツィアの歌』（1891年）、『優しい歌』（1892年～1896年）、シャルル・ヴァン・レルベルグの詩による本作は特に注目される」と評している。

## 歌詞の大意

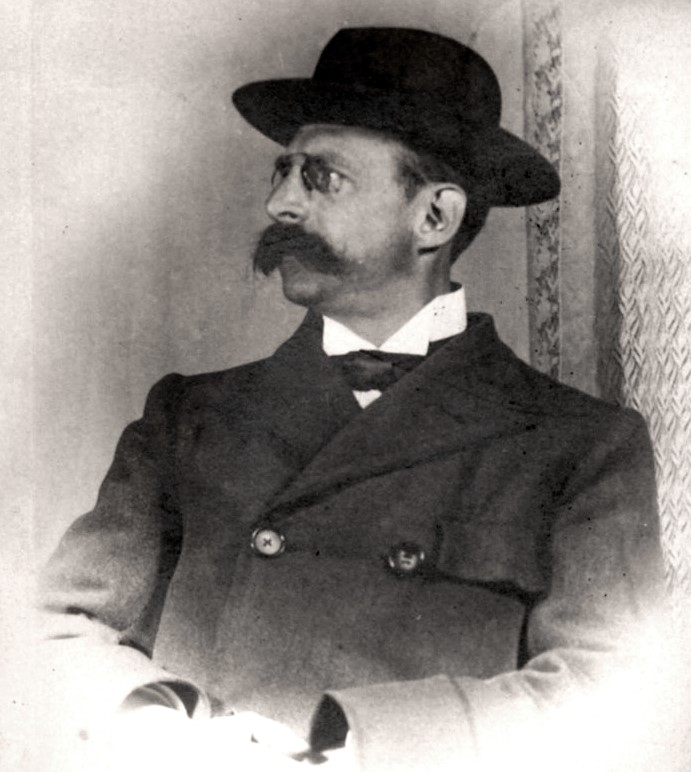
シャルル・ヴァン・レルベルグ

本作の歌詞は、１曲：楽園でのイヴの目覚め、2曲：イヴの声が言葉となる。3曲：闇の中に輝くバラ、深遠なる海、至高の太陽への呼びかけ、4曲：〈若い神〉への賛歌、5曲：曙に目を覚ましたイヴの魂の感動、6曲：渇きを癒す水への賛歌、7曲：〈若い神〉への恋心の吐露、8曲：白い薔薇の薫りの中で夢想する天使のようなイヴと夕暮れの情景（この部分は情景描写の形をとり、原詩はイタリックで印刷されている。視点を変えて、イヴを外界から表現している詩に作曲した例は全曲中この曲だけである）。9曲：楽園の歓びの夕べに、イヴは自分の魂から湧き出る嘆きの声に耳を傾ける。10曲：死を前にしてイヴは祈る。従って、美しい木の実を食べる劇的な場面は省略されているが、7曲目と8曲目以降の音楽の変化で、そこにドラマが起こったことを聴き手に想像させる。

## 音楽的特徴
ネクトゥーによれば「フォーレがはっきりと述べていたように、この連作歌曲は『優しい歌』に対して明確な対照性を示している。半音階の著しい使用、大規模な曲線を描く旋律線、激しい感情の高ぶりなどを特徴とした声楽のための交響曲（『優しい歌』を指す）は、今度は青白い夢の世界へ方向転換して行き、そこでは声部は言葉を話すがごとくとなり、和声は緊張感を増し、書法は軽く、密度は高く、そして、対位法により透明感も増大してくるのだ。だが、その一方で、抒情性の方は内面化してゆき、時には一種の内的な眩暈とも言うべき状況を引き起こして、凍結してしまうようなこともある。エデンの園のイヴは美しい世界を夢見て、歌い、ときめき、そしてまた、苦しむのだ。レルベルグの詩の中には、神秘主義と官能性が混沌とする奇妙な世界、それらの《温床》思考の果てに、たどり着いた病的とも言えるような精神的不安などが満ち溢れており、これが人間フォーレ、芸術家フォーレを魅了せずにはおかなかったのであろう」と分析している。
ヴュイエルモースは「本作はかなり長い一つの情景とそれに続く限りなく繊細な9つの短い部分を合わせた10篇の詩からなり、もとより驚嘆すべき純粋さをわれわれに示している。『たそがれ』（第9曲）の最初の形がメリザンドの優しい容貌と結ばれているのは忘れてならないことで、フォーレは『イヴの歌』の中に『ペレアスとメリザンド』の劇付随音楽の中で遠い見知らぬ国の王妃の暗い運命を表した抽象的な神秘的な5つの音符を何度も繰り返して用いている」と分析している。

## 楽曲構成
- 第1曲 楽園、"Paradis"、アンダンテ・モルトーアンダンテ、ホ短調、3⁄2拍子

- 第2曲 最初の言葉、"Prima verba"、アダージョ・モルト、変ト長調、4⁄4拍子

- 第3曲 燃える薔薇、"Les Roses ardentes"、アンダンテ、ホ長調、3⁄4拍子

- 第4曲 なんと神は輝いて、"Comme Dieu rayonne"、クワジ・アダージョ、ハ短調、4⁄4拍子

- 第5曲 白い曙、"L'Aube blanche"、アンダンテ、変ニ長調、3⁄4拍子

- 第6曲 活ける水、"Eau vivante"、アレグレット・モデラート、ハ長調、3⁄4拍子

- 第7曲 目覚めているのか、陽の光のような私の薫り、"Veilles-tu, ma senteur de soleil ?"、アレグレット・コン・モート、二長調、2⁄4拍子

- 第8曲 白い薔薇の薫りの中に "Dans un parfum de roses blanches"、アンダンティーノ、ト長調、3⁄4拍子

- 第9曲 たそがれ、"Crépuscule"、アダージョ・ノン・トロッポ、二短調、3⁄2拍子。

- 第10曲 おお死よ、星くずよ、" O mort, poussière d'étoiles "、アンダンテ・モルト・モード、変ニ長調、4⁄4拍子[9]。

## 演奏時間
約27分。